# Carl Emanuel Cederström
Carl Emanuel Cederström, född 27 mars 1804 i Karlskrona amiralitetsförsamling, död 14 februari 1892 i Alsike församling, var en svensk löjtnant, friherre, godsägare och riksdagsman. Han var far till politikern Carl Cederström och målaren Gustaf Cederström.
Carl Emanuel Cederström var riksdagsman för ridderskapet och adeln vid ståndsriksdagarna 1828/30, 1834/35 och 1844/45–1865/66.

## Biografi

### Familj
Cederström gifte sig första gången 31 maj 1834 på Listonhill, Stockholm med Emma Maria Augusta Arwedson (1813–1837), dotter till grosshandlaren, direktören Carl Abraham Arfwedson och Maria af Sandeberg. De fick tillsammans Charlotta Maria Cederström (1835–1864) som var gift med generalmajoren Roger Björnstjerna.
Han gifte sig andra gången 22 februari 1840 på Forsmarks bruk i Forsmarks socken med kostnären Theresine af Ugglas (1815–1873), dotter till en av rikets herrar, statsrådet greve Pehr Gustaf af Ugglas och friherrinnan Theresia von Stedingk. De fick tillsammans barnen kabinettskammarherren Carl Cederström (1841–1925), Emma Terese Cederström (1843–1846), konstnären Gustaf Cederström (1845–1933), Emanuel Ture Cederström (1848–1920) och Curt Fredrik Cederström (1852–1853).